# Gabrielle (film, 1954)
Gabrielle är en svensk dramafilm från 1954 i regi av Hasse Ekman. I huvudrollerna ses Eva Henning, Hasse Ekman och Birger Malmsten.

## Handling
Bertil Lindström är attaché vid svenska ambassaden i Paris. Han har nyligen med flyg lämnat Stockholm för att tillträda sin befattning, men hans vackra fru Gabrielle har valt att stanna kvar hemma i Sverige. Hon har sagt till Bertil att hon behöver få vara ensam och ska därför tillbringa sommaren i sin stuga på en skärgårdsö. 
Bertil har tidigare hittat ett foto på sin hustru naken, med en skugga av den man som tog bilden. Gabrielle har vägrat att svara på vem skuggan tillhör och är ovillig att berätta om sitt förflutna, vilket får Bertil, som är fantasifull, att bli svartsjuk och undra om hon träffar någon annan. 
Bertil börjar fantisera om vad som kan tänkas utspela sig hos henne medan han är så långt borta. Han sätter ihop de pusselbitar han får till olika tänkbara scenarion, där en sensuell vals, en båt vid namn Gabrielle och en främmande man, Kjell Rodin, han  mött på flygplatsen alla spelar sin roll.

## Rollista i urval
- Eva Henning - Gabrielle Lindström
- Birger Malmsten - Bertil Lindström, attaché
- Hasse Ekman - Kjell Rodin
- Inga Tidblad - Marianne
- Carl Ström - Tor Fagerholm, skulptör
- Karin Molander - fru Fagerholm
- Gunnar Björnstrand - Robert Holmén
- Åke Claesson - Malmrot, ambassadör
- Oswald Helmuth - Bartender Jensen
- Gunnar Olsson - Engkvist
- Margaretha Löwler - flygvärdinna
- Lars Egge - flygpassagerare
- Hanny Schedin - tidningsförsäljerska på Bromma flygplats

## Tillkomst
Inspelningen skedde med ateljéfilmning i Filmstaden, Råsunda, i Furusund, på Bromma flygplats, Kastrups flygplats i Danmark, i Paris, Frankrike. Filmfotograf var Gunnar Fischer.

## Visningar
Filmen premiärvisades 26 december 1954 på Spegeln i Stockholm. Filmen gavs ut på DVD 2016.

## Mottagande
Vid premiären ansåg två filmkritiker, Harry Schein och Nils Beyer, att filmen var Hasse Ekmans bästa efter Flicka och hyacinter (1950). Schein ansåg att det var den bästa svenska filmen sedan Gycklarnas afton (1953). I Dagens Nyheter ansåg Carl Björkman att filmen skulle ha blivit bättre om Ingmar Bergman hade regisserat den medan Filmson i Aftonbladet ansåg att det var "vackert tänkt och stundtals snyggt gjort.".